# Newfoundland and Labrador Route 310
Newfoundland and Labrador Route 310 (NL-310) is een 37 km lange verbindingsweg in de Canadese provincie Newfoundland en Labrador. De provinciale weg bevindt zich in het oosten van het eiland Newfoundland en verbindt het schiereiland Eastport met de Trans-Canada Highway. De weg staat voor toeristische redenen ook wel bekend als de Road to the Beaches en doorkruist het Nationaal Park Terra Nova.

## Traject

### Hoofdtraject
Route 310 begint bij afrit 25 van provinciale route 1 (de Trans-Canada Highway), aan de rand van de gemeente Glovertown. De route gaat over zijn hele lengte in oostelijke à noordoostelijke richting. Hij gaat daarbij dwars doorheen Glovertown, steekt de grote Terra Nova River over en doorkruist daarna ook Traytown, langs de oevers van de Northeast Arm. De dijk die leidt naar Culls Harbour komt er op de NL-310 uit.
Net voorbij Traytown, op 11 km van zijn beginpunt, gaat de weg het Nationaal Park Terra Nova binnen. Slechts 700 m na het park te betreden komt de weg uit op een T-splitsing. De hoofdroute gaat links verder in oostelijke richting, terwijl de weg rechts, die in zuidwestelijke richting gaat, bekendstaat als de eastern access van Route 310.
Het hoofdgedeelte van Route 310 loopt van west naar oost door het hele noordelijke gedeelte van het voornoemde nationaal park en blijft steeds dicht bij de oevers van de Northeast Arm. De weg passeert onder meer het bekende kampeerterrein van Malady Head en gaat via een 1,2 km lange causeway doorheen de Broad Cove, een zuidelijke inham van de Northeast Arm.
Na 5,5 km verlaat de NL-310 opnieuw het nationaal park, waarna hij zich begeeft op het grondgebied van de kleine gemeente Sandringham. De weg gaat daarna verder tot in het dorp Eastport, waar de lokale wegen richting Burnside-St. Chad's, Sandy Cove en Happy Adventure er op aansluiten.
Na 37 km eindigt de weg uiteindelijk in Salvage, nabij het oostelijkste punt van het schiereiland.

### Oostelijke toegangsweg
Route 310 heeft een zogenaamde eastern access. Dit betreft een 3,5 km lang stuk weg dat de verbinding tussen de Trans-Canada Highway (TCH) en het hoofddeel van Route 310 maakt, via een uitrit van de TCH zo'n 9 km ten zuidoosten van de afrit Glovertown.
Dit weggedeelte fungeert als een veel kortere route voor eenieder die Eastport wil bereiken vanuit de richting van St. John's of omgekeerd. Het ligt ook volledig in het Nationaal Park Terra Nova en brengt bezoekers onder meer bij de startpunten van twee bekende wandelroutes, namelijk dat van de Mill Cove Lookout Trail en dat van de Louie Hill Trail. De oostelijke toegangsweg sluit ook aan op een lokale verbindingsweg richting Traytown.

## Galerij

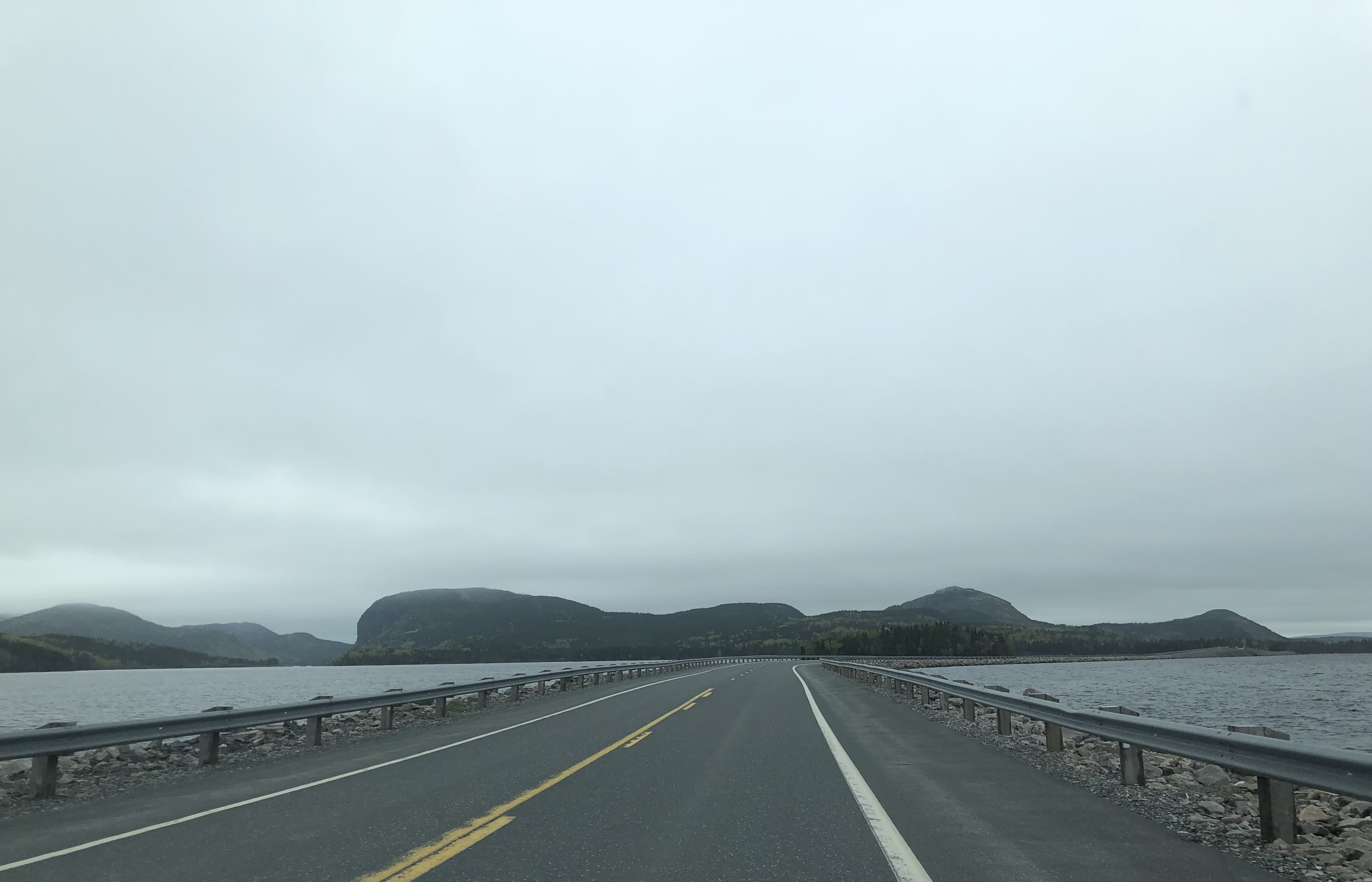
Westwaarts zicht richting Maladie Head en de Louil Hills vanaf de causeway
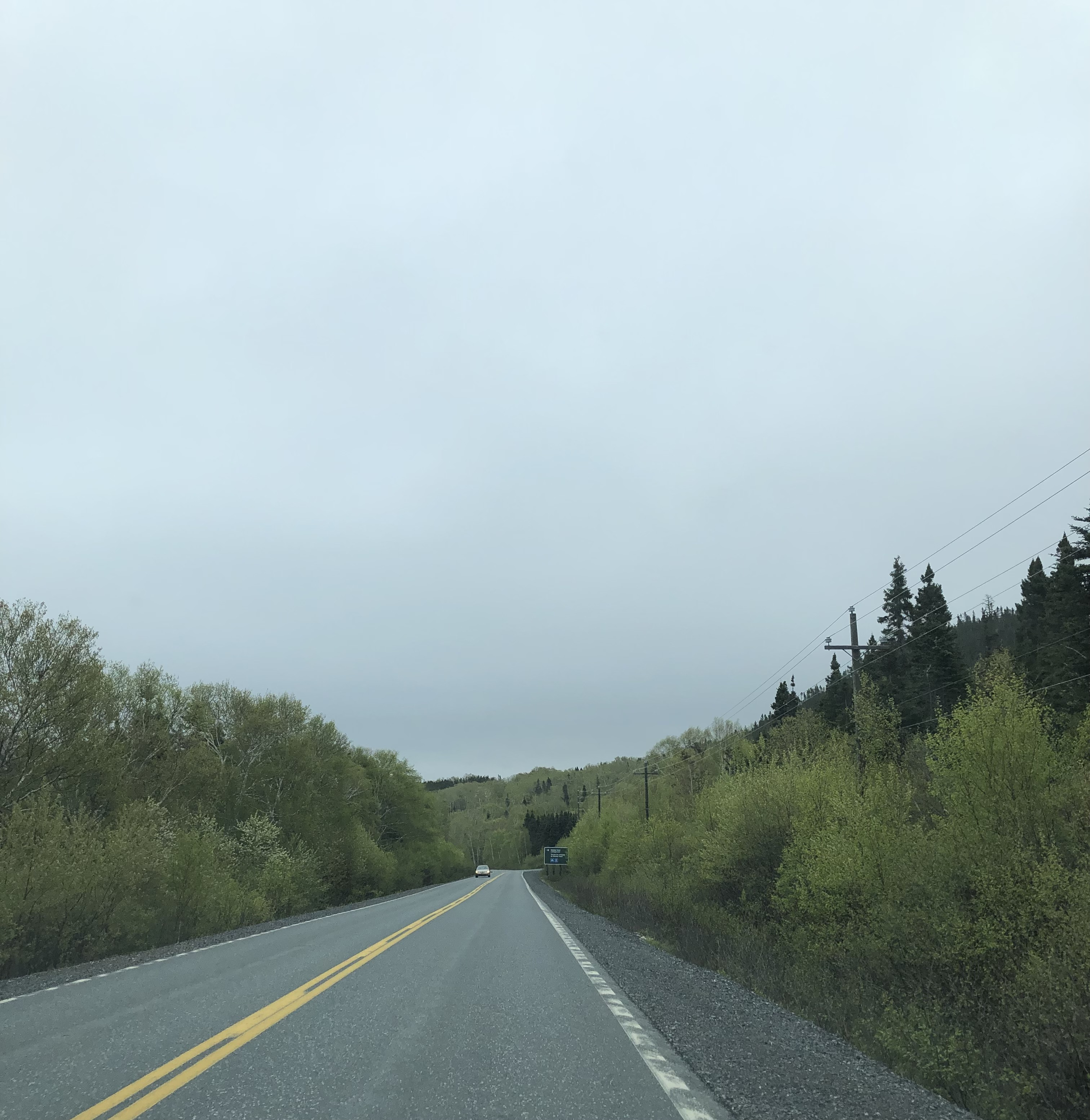
De weg vlak bij de uitrit naar het Malady Head-kampeerterrein
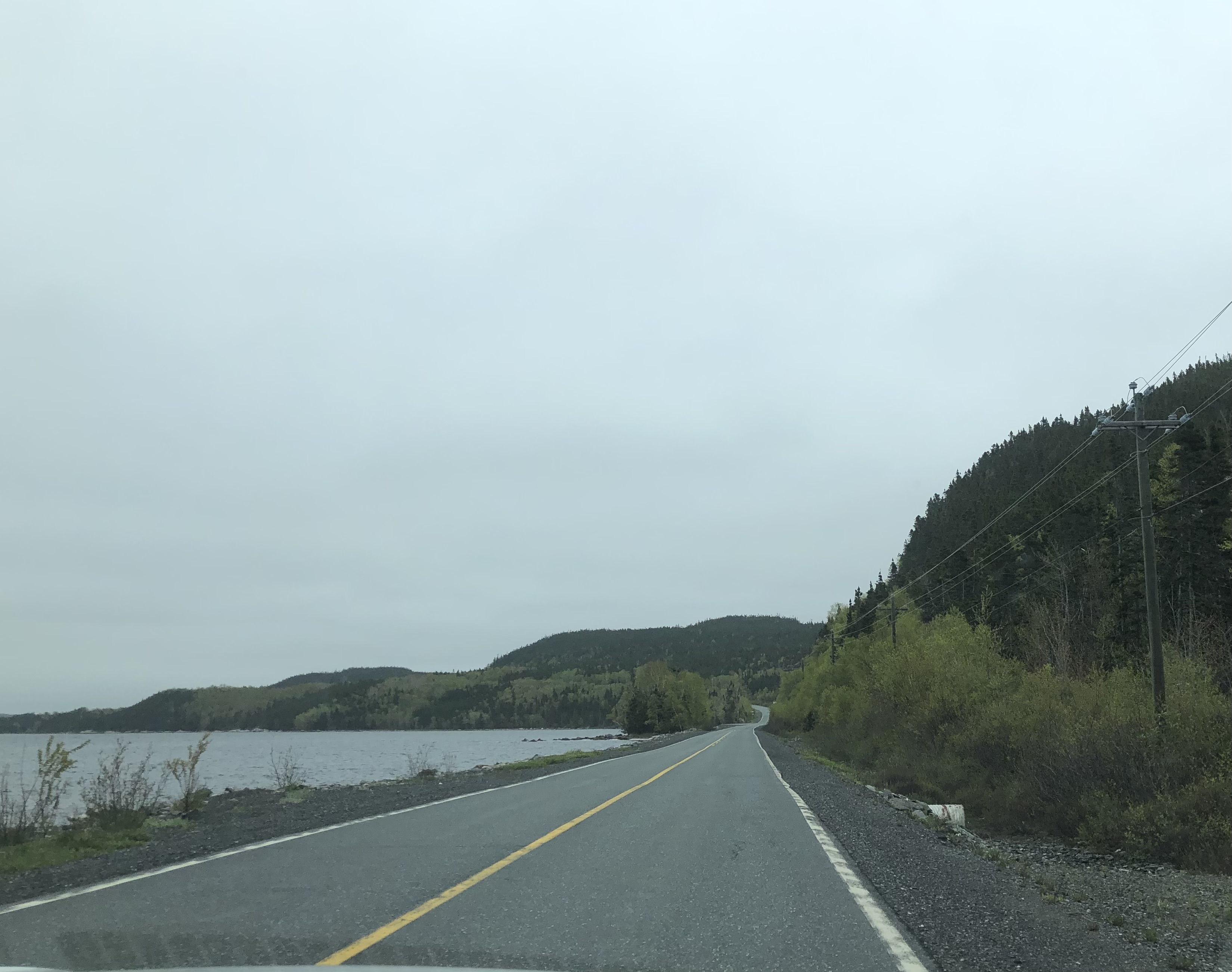
Route 310 vlak naast de Northeast Arm aan de oostrand van het NP Terra Nova
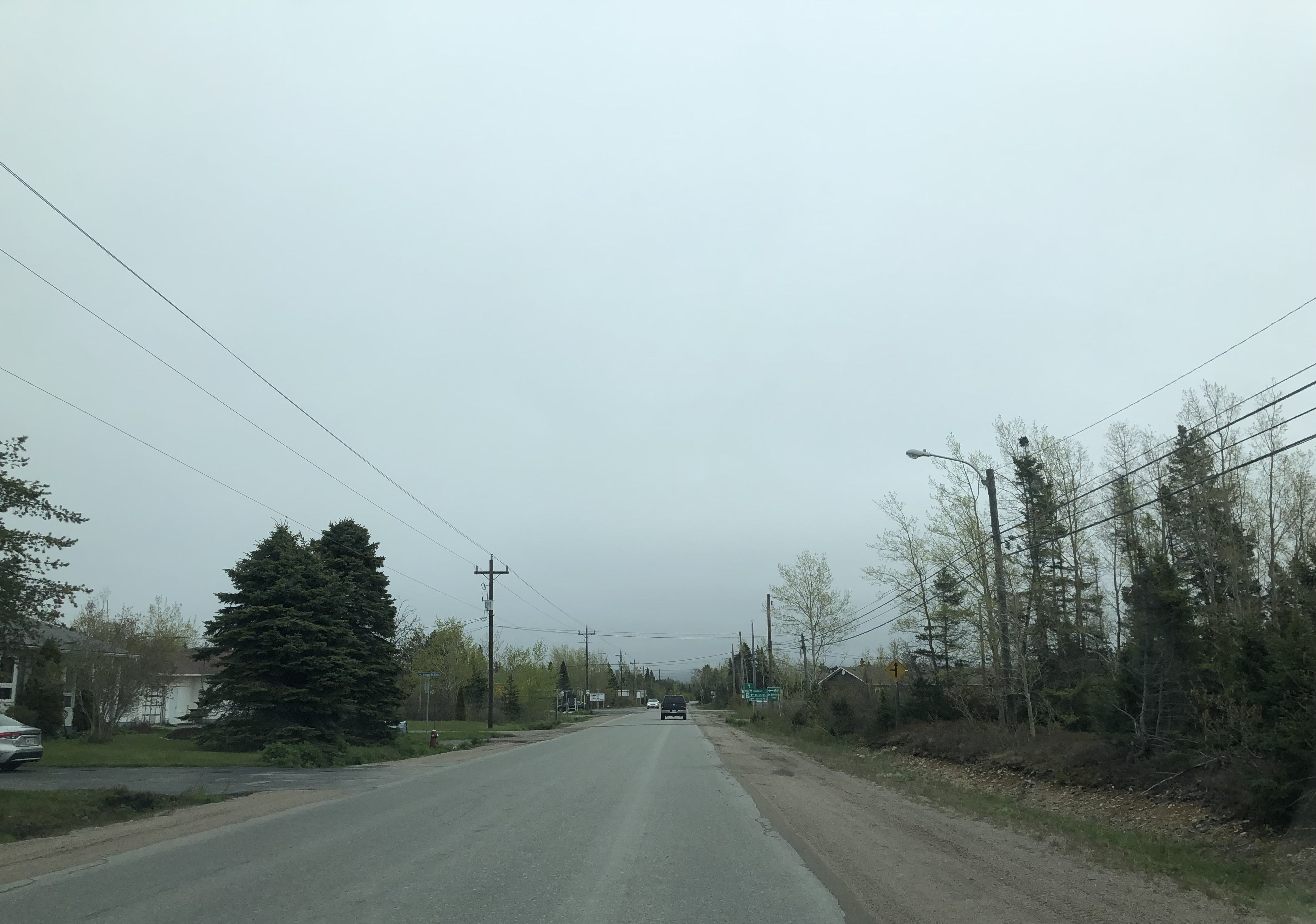
De NL-310 in het dorp Eastport